# 昭和枯れすゝき
「昭和枯れすゝき」（しょうわかれすすき）は、さくらと一郎のシングル。1974年（昭和49年）7月21日発売。発売元はポリドール・レコード（レコード番号：DR-1868）。150万枚を売り上げ、1975年オリコン年間ヒットチャート1位を記録した。

## 概要
1974年7月21日に発売した当初はレコードの売れ行きが伸び悩んでいたが、同年10月16日から放送開始された『時間ですよ昭和元年』（TBS系列）の挿入歌として、細川俊之演じる十郎と大楠道代演じる菊との居酒屋の場面に効果的に使われたことにより、有線放送を中心に人気に火が付き、発売約9か月後の1975年5月5日から3週間、オリコンシングルチャート1位を獲得した。グループ唯一のミリオンセラーも達成している。この年のオリコンシングルチャートで年間1位となり、『第8回全日本有線放送大賞』では大賞にも輝いている。
この後1978年に一郎（徳川一郎）がさくら（河野さくら）とのコンビを解消。2代目さくら（山岡さくら）と新コンビを結成し、新たに「昭和枯れすゝき」をリリースした。
一方、初代さくら（河野さくら）も漫談家松鶴家千とせとユニットを組み“さくらと千とせ”として「昭和枯れすゝき」をリリースしている。
シングル・ジャケットの絵は作家デビュー前の橋本治が描いた。

## 収録曲
A面
1. 昭和枯れすゝき（4分30秒）
  - 作詞：山田孝雄、作曲：むつひろし、編曲：伊部晴美

B面
1. 恋吹雪（3分30秒）
  - 作詞：岡田冨美子、作曲：むつひろし、編曲：伊部晴美

## カバー
- さくら（2代目山岡さくら）と一郎
- さくらと千とせ
- 美空ひばり（アルバム『歌謡曲50年（第15集）』にて）
- ちあきなおみ（アルバム『春は逝く』にて）
- 石川さゆり（アルバム『あなたの私』にて）

## 映画
この歌をモチーフとする歌謡映画が、松竹の製作配給により、1975年（昭和50年）6月7日に公開されている。「昭和枯れすゝき」はこの映画の主題歌にもなっている。大監督・大脚本家に有名作家の原作があるのに何故、ヒット曲を被せる必要があったのかは分からない。「昭和枯れすゝき」の救いようのない歌詞と映画の内容は一致しない。
- タイトル：『昭和枯れすすき』
- 公開日：1975年（昭和50年）6月7日
- 製作：松竹（大船撮影所）
- 配給：松竹
- 上映時間：87分、カラー

### あらすじ
東京で刑事として働く青年・原田は、妹・典子と仲良くアパートで暮らしている。東北出身の原田と典子は家庭の事情により子供の頃から苦労してきたが、上京後もお互い支え合いながら生きてきた。一年前典子は恋人だった中川という男と破局しており、それ以来原田は妹の男関係を気にかけていた。そんなある日新宿の見回りを担当した原田は、見覚えのあるチンピラ・吉浦と妹が一緒に歩いているのを目撃する。
帰宅した原田が妹に吉浦との関係を尋ねると、典子は「街で出会って少しの間一緒に遊んだだけ」と答える。典子にチンピラの吉浦とは今後関わらないよう約束させた原田は、翌日吉浦にも妹と会わないよう釘を刺す。しかし典子は原田に隠れて吉浦との交流を続け、兄の前ではこれまで通りの素直な妹を演じるようになる。“中川との破局は兄が原因”と思っていた典子は内心兄に不満を持ち、中川との復縁を考えていた。
後日典子がこっそり中川と会っていたことを知った原田は、田舎にいた頃の苦労話をして妹に純情だった頃を思い出させようとする。そんな中吉浦が何者かに絞殺され、原田が捜査に乗り出すと現場からネックレスが見つかる。典子が同じようなネックレスを持っていたことから、原田に「もしかして妹が犯行に関わっているのでは？」との不安がよぎる。
その考えを打ち消すため、原田は妹にアリバイを確認しに自宅に戻るが妹はおらず、ネックレスも見つからない。原田が典子の居所を知っていそうな中川のもとに向かうと、彼から「典子から吉浦殺しを頼まれたが断った」との話を聞く。帰宅した原田は戻っていた典子に吉浦の死を告げると共にアリバイを尋ねると、妹は「その日は街で友達と会っていた」と告げる。
しかしその後の吉浦殺人事件の捜査会議では、ネックレスの持ち主である若い女性に殺人の嫌疑がかかる。典子に捜査の手が伸びるのも時間の問題と思った原田はすぐさま帰宅し、妹に「兄ちゃんにだけは本当のことを言ってくれ！」と必死に訴える。すると典子は「あの日本当は吉浦の部屋に行った…」と自白し始め、原田は信じていた妹の嘘を知り愕然とする。「他の刑事に妹が捕まるくらいなら…」と考えた原田が典子に手錠をかけ、重い足取りで警察へと向かおうとしたその時、女の声で「吉浦殺しの犯人を知っています」と電話が入る。電話の主を訪ねた原田は、そこで真犯人の正体を知る。後日、退職願を出した原田は東京を後にし、故郷へと帰っていくのだった。

### キャスト
原田英夫
演 - 高橋英樹
西新宿署刑事課の刑事。世田谷在住で、明大前駅(京王電鉄)近くのアパートで典子と暮らしている。青森県の山間部出身で、子供の頃の貧しい生活を経て両親がいなくなった後、典子と上京した。典子にとって兄であり、父親代わりに世話をしてきた。唯一の肉親である典子をいつも気にかけているが妹を大事に思うあまり、時には手を上げるなど厳しい対応をすることもある。素直だった典子の態度が、以前と変わってきたことに徐々に気づき始める。
原田典子
演 - 秋吉久美子
原田の妹。新宿にある「東京洋裁学院」のデザイン科2年生。洋裁学院と西新宿署の最寄り駅が同じなため、毎朝原田と2人で電車に乗って通勤・通学している。自宅では2人分の食事やアイロンがけ、毎朝原田を起こすなど家事全般を担っている。本作開始頃から原宿のスナック「JIRO」に訪れるようになる。典子が7歳の頃に父親が都会に出稼ぎに行った間に、母親がセールスマンの男と蒸発し、さらに父親が工事現場で事故死した過去がある。素行の悪い男を好きになる事が多く、これまでにあまり良い恋愛を経験していない状態。
吉浦
演 - 下絛アトム
暴力団“たかまつ組”のチンピラ(構成員)。仕事柄、原田とは以前からの顔見知り。今のところ構成員としての収入が少ないため、街でちょっとした悪さをしては小銭を稼いでいる。一般人には強気な態度で接しているが、原田の前では機嫌をうかがうように下手に出る。博多出身で集団就職で上京し、チンピラになる前は洋服屋で働いていた。ある日客としてスナック「JIRO」に訪れた所、典子と出会い交流を始める。
中川
演 - 松橋登
典子の元恋人。将来「中川産業」の二代目社長を継ぐ予定で、現在は部長として働く。1年前に典子と別れたが、原田からは「中川が典子をフッた」と言われているが、典子からは「兄が中川との仲を裂いた」と思われている。女にだらしない性格で典子以外にも女性との交際を繰り返し、学生時代に女性を妊娠させたこともある。作中で典子が持っているネックレスは、自身がプレゼントしたもの。原田に隠れて典子と再び男女の関係となる。
井島
演 - 鈴木瑞穂
原田の先輩刑事。刑事になって25年以上のベテランだがヒラの刑事。刑事課の中でも原田とは特に親しく、仕事で一緒に行動したり勤務後に飲みに行くなどしている。冒頭で原田と共に、信用金庫の金を横領した職員を逮捕する。「さとこ」という娘がいるが、現在は娘の結婚のことで悩んでいる。
トシ子
演 - 伊佐山ひろ子
自称“吉浦の妻”で、アパートの自室に吉浦を住まわせている(同棲状態)。ソープランドで働いており、実質ヒモ状態の吉浦を養っている。吉浦の女癖が悪いことを知っているが浮気を追求したり責めることはせず容認している。吉浦と同じく博多出身。ある日仕事から帰宅した所、スカーフで絞殺された吉浦の遺体を発見する。
民江
演 - 池波志乃
原田の恋人。居酒屋の店員で客に料理を運ぶなどしている。居酒屋の常連客である原田と井島の接客をしながら彼らの会話に耳を傾け、時々会話に入ることもある。千葉県御宿町出身で、海女をする母親と暮らしていた。時々原田を自宅に呼んで愛を確かめ合っている。
柴崎課長
演 - 稲葉義男
西新宿署刑事課長。原田たち刑事課の刑事をまとめる。
係長
西新宿署刑事課の刑事。吉浦の事件後、中川と会った原田がトラブルになって相手を殴ってしまった話を中川の顧問弁護士から聞く。
原田の同僚
演 - 丹古母鬼馬二
西新宿署刑事課の刑事。がらっぱちな性格の枕探しの女に応対し、手を焼く。警察としての鍛錬のため、柔道で原田と乱取り稽古をする。
窃盗犯
演 - 山谷初男
西新宿署で刑事からの取り調べを受け、他人の車から書類かばんを盗んだ当時のことを話す。
中川の妻
演 - ひし美ゆり子
ある夜、自宅に原田が夫を吉浦殺しの容疑で話を聞きに来た所に居合わせる。
たちかわ
演 - 江角英明
四谷の信用金庫の会計課職員。真面目な性格だったが、ある日信用金庫の金800万円を横領事件を起こす。自宅にやって来た原田に、妻と幼い娘の目の前で逮捕される。
水色の服を来た女性
　　演ー吉田さより（風祭ゆき）
詳細は不明だが、旅行者か上京したばかりの女性。スーツケースを持って新宿駅前を歩いていた所、吉浦に強引にどこかへ連れ去られそうになるが、偶然原田に助けられる。
娘を殺した父親と妻
演 - 浜田寅彦、
物語前半の殺人事件の加害者。「関東板硝子」の専務。妻と娘の3人でマンションで暮らしている。一人娘の結婚のことで揉め、台所にあった包丁で刺殺した。原田が刑事として殺人現場の見学に訪れ、茫然とする父親と直後に泣き崩れる妻を垣間見る。
枕探しの女
和服を着た娼婦らしき女。ホテルなどに行った後、男性客が寝てるすきに金目の物を盗む行為を何度もしてきた。刑事に捕まり西新宿署に連れてこられるが、刑事たち相手に目の前にあるお茶を顔にぶっかけたり、啖呵を切るなどやりたい放題する。
紳士服の店主
口ひげを生やしている。警視庁の一室を借りて、井島や原田たち刑事が3年に一度支給される、普段遣いのスーツを仕立てる。井島とは顔見知りで、原田とは作中で初めて出会う。
中川の父
演 - 成瀬昌彦
「中川産業」の社長。
伊藤
演 - 穂積隆信
「中川産業」の顧問弁護士。
その他
- 長島隆一
- 山本清
- 可知靖之
- 佐伯赫哉
- 浅若芳太郎
- 新田勝江
- 阿部百合子
- 川副博敏
- 山下勝也
- 加藤健一
- ひろ新子
- 吉田さより
- 土部歩
- 田中朗
- 加藤茂雄
- 渡辺紀行
- 加島潤
- 小森英明
- 城戸卓
- 木村賢治
- 藤田純子
- 薗部優子
- 小林恵子
- 中川秀人
- 高木信夫
- 高杉和宏
- 土田桂司
- 松原直
- 戸川美子
- 秩父晴子
- 後藤泰子
- 水木涼子

### スタッフ
- 製作：杉崎重美
- 原作：結城昌治「ヤクザな妹」
- 脚本：新藤兼人
- 監督：野村芳太郎
- 撮影：川又昻
- 音楽：菅野光亮
- 美術：森田郷平
- 録音：山本忠彦
- 照明：小林松太郎
- スチール：赤井博且
- 編集：太田和夫
- 助監督：三村晴彦

### ロケ地
原田英夫（高橋英樹）原田典子（秋吉久美子）兄妹がそれぞれ、西新宿署刑事課の刑事、新宿の「東京洋裁学院」に通う学生という設定のため、西新宿、新宿駅東口界隈、歌舞伎町旧コマ劇場周辺が頻繁に登場。西新宿2丁目や新宿百人町の街区表示板が映る。また2人が暮らすアパートが明大前駅(京王電鉄)近くの設定のため、同駅周辺と合わせて4ヵ所でほとんどの話が進む。原田兄妹のアパートは窓から外の景色が見えるため、スタジオのセットではなく、実際のアパートの部屋と見られるが、実際に明大前駅近くなのかは分からない。典子に関わる吉浦（下絛アトム）とトシ子（伊佐山ひろ子）が暮らすアパート、中川（松橋登）の自宅、民江（池波志乃）のアパートは場所不明。秋吉はよく脱ぐ女優だが、本作では脱がない。他もヌードはなく、高橋と池波が抱き合うシーンはあるが、池波も裸にはならない。典子が中川と逢引きするホテル「あずさ」の入口に「特別室 人間洗濯機」なる看板が掛かっている。

### 作品の評価

#### 興行成績
映画年鑑1976年版には「ヒット曲から題名を頂いての『昭和枯れすすき』を野村芳太郎が監督したが、興行的には失敗に終わった」と書かれている。